# Eucoptacra gowdeyi
Eucoptacra gowdeyi är en insektsart som beskrevs av Boris Petrovich Uvarov 1923. Eucoptacra gowdeyi ingår i släktet Eucoptacra och familjen gräshoppor. Inga underarter finns listade i Catalogue of Life.